# Liste der Monuments historiques in Bèze (Côte-d’Or)
Die Liste der Monuments historiques in Bèze führt die Monuments historiques in der französischen Gemeinde Bèze auf.

## Liste der Immobilien
| Bezeichnung                      | Beschreibung | Standort                       | Kennzeichnung | Schutzstatus | Datum | Bild           |
| -------------------------------- | --- | ------------------------------ | ------------- | ------------ | ----- | -------------- |
| Wohnhaus                         | Fassade der Klosterschule, 13. Jahrhundert | 5 place de Verdun (Lage)       | PA00112136    | Classé       | 1914  | weitere Bilder |
| Wohnhaus                         | Fassade der Klosterschule, 13. Jahrhundert | 4 place de Verdun (Lage)       | PA00112137    | Classé       | 1914  | weitere Bilder |
| Abtei Saint-Pierre-et-Saint-Paul | Benediktinerabtei 630 gegründet, nach 1789 aufgehoben; Kirchenruine, Anfang des 12. Jahrhunderts; zwei Türme der Klostermauer, nach 1429; Konventsgebäude, 17. und 18. Jahrhundert | Place du Champ de Foire (Lage) | PA21000055    | Classé       | 2010  | weitere Bilder |

## Liste der Objekte
| Bezeichnung                      | Beschreibung                                                                           | Standort                     | Kennzeichnung | Schutzstatus | Datum | Bild |
| -------------------------------- | -------------------------------------------------------------------------------------- | ---------------------------- | ------------- | ------------ | ----- | ---- |
| Skulptur Madonna mit Kind        | Kalkstein, Ende des 15. Jahrhunderts                                                   | in der Kirche St-Remy (Lage) | PM21000317    | Classé       | 1907  |      |
| Skulptur Notre-Dame des Groisses | Darstellung der Madonna mit Kind; Kalkstein, farbig gefasst, 15. Jahrhundert           | in der Kirche St-Remy (Lage) | PM21000318    | Classé       | 1907  |      |
| Skulptur Maria Magdalena         | Kalkstein, farbig gefasst, erste Hälfte des 17. Jahrhunderts                           | in der Kirche St-Remy (Lage) | PM21000319    | Classé       | 1931  |      |
| Glocke (1)                       | Bronze, 1773 gegossen                                                                  | in der Kirche St-Remy (Lage) | PM21000320    | Classé       | 1964  |      |
| Glocke (2)                       | Bronze, 1710 gegossen; aus der Abtei Saint-Pierre-et-Saint-Paul                        | in der Kirche St-Remy (Lage) | PM21000321    | Classé       | 1964  |      |
| Drei Reliquienschreine           | Holz, farbig gefasst, zwischen 1659 und 1661; aus der Abtei Saint-Pierre-et-Saint-Paul | in der Kirche St-Remy (Lage) | PM21003440    | Inscrit      | 1973  |      |